# Eglis Yaima Cruz
Eglis Yaima Cruz (n. 12 aprilie 1980, Sancti Spíritus, Cuba) este o trăgătoare de tir ce a reprezentat Cuba, medaliată olimpică. A participat la 5 ediții ale Jocurilor Olimpice (2004, 2008, 2012, 2016, 2020) în care a câștigat o medalie de bronz.